# Salzeffekt
Ein Salzeffekt (auch kinetischer Salzeffekt) wird beobachtet bei Zugabe von löslichen Elektrolyten (Salzen) zu einem Reaktionsgemisch und kann die Reaktionsgeschwindigkeit beeinflussen.

## Positiver Salzeffekt
Bei diesem Salzeffekt geht es oft um eine rein elektrostatische Wirkung, vergleichbar der stabilisierenden Wirkung solvatisierender Moleküle eines polaren Lösungsmittels auf den (ionischen) Übergangszustand einer Reaktion – meist einer SN1-Reaktion. Dieser reaktionsbeschleunigende Salzeffekt kommt besonders bei SN1-Reaktionen in Lösungsmittel eher geringer Polarität zum Tragen. Reaktionsbeschleunigend wirkt z. B. der Zusatz eines Salzes, das ein nicht-nukleophiles Anion (z. B. Perchlorat) enthält.

## Negativer Salzeffekt (Eigenionen-Effekt)
Es gibt auch Fälle, bei denen die Ionen des zugegebenen Salzes den Reaktionsablauf einer Substitutionsreaktion verzögern. Wenn die folgende Umsetzung als SN1-Reaktion abläuft, kann die Zugabe von gleichartigen Anionen (X−) die Bildung von R–Nu verlangsamen, da die Rückbildung des Ausgangsstoffes R–X beschleunigt wird:  
| Nukleophile Substitution : Zugabe von „Eigenionen“ (X−) verlangsamt die Reaktion |
| n-Butanol                                                                        |
| Halogenalkan + Nukleophil –––––> Substitutionsprodukt + Halogenid                |

Diesen Einfluss von „Eigenionen“ (im Beispiel X−) nennt man englisch auch common-ion effect.